# Lady-N-Klasse
Die Lady-N-Klasse ist eine Küstenmotorschiffsklasse der zur Spliethoff-Gruppe gehörenden Reederei Wijnne Barends in Delfzijl. Die Schiffe der Klasse wurden von Conoship International in Groningen entworfen und auf der Werft Koninklijke Niestern Sander in Delfzijl gebaut. Der Schiffstyp, der von der Bauwerft als „VHC 2000“ (Very High Cubic 2000), teilweise auch nur „High Cubic 2000“, bezeichnet wird, wurde speziell für den Transport von Forstprodukten wie Paketholz entworfen. Insgesamt wurden vier Schiffe gebaut.

## Beschreibung
Der Antrieb der Schiffe erfolgt durch einen Viertakt-Zwölfzylinder-Dieselmotor des Herstellers Caterpillar (Typ: 3512B) mit 1.249 kW Leistung. Der Motor wirkt über ein Untersetzungsgetriebe auf einen Festpropeller. Die Schiffe sind mit einem elektrisch angetriebenen Bugstrahlruder mit 180 kW Leistung ausgestattet.
Für die Stromerzeugung stehen zwei Dieselgeneratorsätze zur Verfügung. Sie bestehen aus einem Sisu-Dieselmotor (Typ: 645 DSBIMG) mit 220 kW Leistung, der einen Stamford-Generator mit 305 kVA Scheinleistung antreibt, sowie einem Sisu-Dieselmotor (Typ: 634 DSBIG) mit 150 kW Leistung, der einen Stamford-Generator mit 175 kVA Scheinleistung antreibt. Als Hafen- und Notgenerator wurde ein Sisu-Dieselmotor (Typ: 420 DSRIG) mit 90 kW Leistung verbaut, der einen Stamford-Generator mit 97 kVA antreibt.
Das Deckshaus befindet sich im hinteren Bereich der Schiffe. Es bietet Platz für fünf Besatzungsmitglieder, die in Einzelkabinen untergebracht sind. Als Reserve ist eine zusätzliche Doppelkabine vorhanden. Vor dem Deckshaus befindet sich ein größtenteils boxenförmiger Laderaum. Er ist 49,70 Meter lang und 10,00 Meter breit. Im vorderen Bereich verjüngt er sich etwas. Der Raum wird mit zehn Lukendeckeln verschlossen. Die Lukendeckel, die mithilfe eines Lukenwagens bewegt werden können, sind trapezförmig, wodurch der geschlossene Laderaum ein größeres Volumen als bei den sonst üblichen, flachen Lukendeckeln hat. Am Lukensüll ist der Laderaum 7,87 Meter hoch, im mittleren, 4,20 Meter breiten Bereich der Lukendeckel, ist er 8,87 Meter hoch. Das Volumen des Raums beträgt bis zur Oberkante des Lukensülls 3.878 m³ und bis unter die Lukendeckel 4.228 m³.
Die Tankdecke der Schiffe kann mit 10 t/m² belastet werden. Durch die besondere Form der Lukendeckel können die Schiffe keine Decksladung fahren, so dass Ladung komplett unter Deck verladen wird.
Der Rumpf der Schiffe ist eisverstärkt (Eisklasse 1B).

## Schiffe
| Lady-N-Klasse                                  | Lady-N-Klasse | Lady-N-Klasse | Lady-N-Klasse                      | Lady-N-Klasse                         |
| Bauname                                        | Baunummer     | IMO-Nummer    | Stapellauf Ablieferung             | Spätere Namen und Verbleib            |
| ---------------------------------------------- | ------------- | ------------- | ---------------------------------- | ------------------------------------- |
| Nora                                           | 908           | 9243851       | 7. September 2001 23. Oktober 2001 | 2011: Lady Nora, 2022: Baltic Express |
| Nola                                           | 909           | 9243863       | 11. Januar 2002 15. Februar 2002   | 2009: Lady Nola, 2023: Baltic Arrow   |
| Nona                                           | 910           | 9243875       | 27. April 2002 7. Juni 2002        | 2009: Lady Nona, 2020: Balder         |
| Nova                                           | 911           | 9243887       | 9. August 2002 20. September 2002  | 2010: Lady Nova, 2019: Vidar          |
| Daten: Stichting Maritiem-Historische Databank |               |               |                                    |                                       |

Die Schiffe werden bzw. wurden bei Wijnne Barends unter der Flagge der Niederlande betrieben.

## Sonstiges
2002 belegte die Nora den dritten Platz der von der Koninklijke Nederlandse Vereniging van Technici op Scheepvaartgebied (KNVTS) vergebenen Auszeichnung „Schip van het Jaar“ („Schiff des Jahres“). Mit der 1998 erstmals vergebenen Auszeichnung möchte die KNVTS technische Innovationen in der maritimen Industrie der Niederlande unterstützen.